# 全熙正
全 熙正（チョン・ヒジョン、朝鮮語: 전희정、1930年3月5日 -  2020年9月21日）は、朝鮮民主主義人民共和国の政治家。外務省次官、朝鮮民主主義人民共和国国防委員会外事局長、錦繍山議事堂外事局長、朝鮮労働党中央委員会委員などを歴任し、南北首脳会談などでの外交儀典を担当した。

## 経歴
1930年に日本統治下の江原道で生まれた。平壌外国語大学を卒業し、外交官となる。カンボジア駐在1等書記官、ザイール駐在参事官などを歴任した。1980年10月10日から開かれた朝鮮労働党第6回党大会で朝鮮労働党中央委員会委員に選出され、1982年2月に最高人民会議第7期代議員に選出された。同年9月には主席府（錦繍山議事堂）外事局長に任命され、金日成主席の外交儀典を担当した。1994年に金日成主席が死亡し、金正日が第2代最高指導者に就任すると錦繍山議事堂外事局長に転じ、金正日の外交儀典も担当するようになった。
そのご、朝鮮民主主義人民共和国国防委員会委員長儀典書記に転じ、2000年6月に南北首脳会談に出席するために訪朝した金大中大統領を飛行機の中まで出迎えた。2001年7月には金正日総書記の訪露にも同行し、プーチン大統領や江沢民国家主席が訪朝した際の儀典も担当した。
2001年1月にはエジプト大使に任命されたが、この人事は更迭ではなく、高齢である全への金正日からの配慮であるという。オマーン・キプロス・イエメン各大使を兼任。2004年にエジプト大使を解任され、2007年に朝鮮民主主義人民共和国国防委員会外事局長に任命された。同年10月に盧武鉉大統領が訪朝した際に開かれた、4・25文化会館広場公式歓迎式などでの儀典を担当した。
2010年9月28日に開催された朝鮮労働党第3回党代表者会で朝鮮労働党中央委員会委員候補に選出され、2011年12月17日に金正日総書記が死去した際には、国家葬儀委員会委員に選ばれた。2012年には金正日勲章を受賞。
金正日の死後は外事局長を解任され、外務次官(外務省副相)に転じた。2015年に開かれた第43回大使会議に参加したのを最後に表舞台に現れることはなくなり、2020年9月22日に死去したことが報道され、金正恩委員長から弔花が贈られた。

## 参考サイト
- 북한정보포털